# López de Micay
López de Micay es uno de los 42 municipios del departamento del Cauca, Colombia. Está ubicado en el Pacífico colombiano sobre el piedemonte de la Cordillera Occidental Colombiana y en medio de la cuenca del Río Naya. Se encuentra a 84 km de la capital departamental, Popayán.

## Historia
Las primeras exploraciones españolas en la región tuvieron lugar en 1525, cuando el conquistador Diego de Almagro descubrió el río San Juan de Micay. Debido a la naturaleza inhóspita del territorio con sus costas inundables, espesa vegetación y tribus indígenas acostumbradas a vivir con independencia, le fue muy difícil establecer una colonia.

Durante los años siguientes, embarcaciones españolas partían desde Panamá para realizar a cabo incursiones con el objetivo de adquirir el oro nativo y capturar a los nativos de las regiones del río San Juan de Micay, que luego serían utilizados como mano de obra esclava en minas y las haciendas coloniales del interior.[ El trabajo forzoso diezmó a la población indígena que a finales del siglo XVII casi había desaparecido y por ello fue reemplazada por el trabajo de esclavos africanos.
El actual poblado de López de Micay fue fundado como municipio en 1888 por Pancracio Riascos, Facundo Riascos y Luciano Alomía. Antes de incorporarse como municipio tuvo varios nombres, entre ellos Arrieros del Micay, quizás por su cercanía al centro minero de El Chambón, que conectaba este territorio con Popayán por el camino denominado Los Arrieros. Asimismo, el municipio ha cambiado varias veces de cabecera municipal, incluidas San José del Trapiche y San Francisco del Naya (hoy distrito perteneciente a Buenaventura). En 1911 se crea el Distrito de Zaragoza y pasa a formar parte de la Provincia de Micay. Finalmente, en 1915, la colonia de Zaragoza fue trasladada al lugar que hoy ocupa el centro de la ciudad. El nombre resulta de la conjunción del nombre indígena dado al río y el homenaje póstumo rendido al general José Hilario López, quien en 1851 ordenó la liberación de los esclavos. Actualmente el municipio se llama López de Micay y su centro urbano se llama San Miguel de Micay. 

## Geografía
El municipio de López de Micay limita al norte con Buenaventura, al sur con Timbiquí y El Tambo, Cauca, al este con Buenos Aires, Cauca, Suárez, Cauca y Morales, Cauca, y al oeste con el océano Pacífico. . En su conformación territorial se identifican dos zonas fisiográficas diferentes: la zona costera y la Cordillera Occidental. La primera comprende una amplia franja paralela a la línea de costa, influenciada por la acción de las mareas y las aguas de los ríos, y la segunda se ubica en el lado occidental de la Cordillera Occidental, formada por una serie de relieves agrestes y escarpados. Los territorios que conforman el municipio se caracterizan por la tendencia a inundaciones, avalanchas, deslizamientos de tierra y terremotos. Los principales ríos, con sus afluentes y estuarios más representativos, son:
Afluentes del río Micay: Jolí, Chuare, Siguí, Gualala, Santa Bárbara, Isla de Gallo, Iguana, Murciélago, Claudio, La Laguna, El Chachajo, El Trapiche, Arenal, Casa Vieja, Platanal y los arroyos de Hercilio, Tambor, Tambito y Yarumal.
Afluentes del río Naya: Agua Clara, Dos Quebrada, San Bartolo, Las Pavas, San Francisco, la Puerquera, La Sierpe, Tigre, Aurora y Guaduatito.

## Demografía
El 79,1% de la población se definía como negra, mulata o afrocolombiana, el 8% como indígena y el 13% restante se consideraba mestizo. En el interior, la comunidad indígena que habita el municipio de López pertenece a los pueblos Embera y Eperara Siapidara; Tienen estructura social y organización político-administrativa propia, están instalados en cinco reservas a orillas de los ríos Micay, Naya y Saija: reserva indígena Belén De Iguana, reserva indígena Playa Bendita, reserva indígena Isla De Mono, reserva indígena Playita. y San Francisco La Vuelta, reserva indígena Río Guangüi. Asimismo, existen seis consejos comunitarios debidamente organizados y con dinámica propia en el territorio: el Consejo Comunitario Sanjoc Parte Alta Del Río Micay, el Consejo Comunitario Manglares del Río Micay, el Consejo Comunitario El Playón Del Río Sigüí, la Comunidad de Río Chuare integración. Consejo Comunitario Mamuncia Río Micay Medio y Consejo Comunitario Río Naya, que ocupan la mayor superficie del área rural municipal. Sin embargo, a pesar de un claro reconocimiento legal, no existe una demarcación de espacios entre reservas indígenas y consejos comunitarios. Esta forma de ocupación expone el alto nivel de ruralidad y las dificultades de conectividad e integración entre los diferentes asentamientos humanos locales, así como con los municipios vecinos y la capital del departamento, lo que constituye uno de los principales desafíos a asumir por la administración.

## División Político-Administrativas
Aparte, de su Cabecera municipal. López de Micay tiene bajo su jurisdicción los centros poblados:
- Betania
- Cabecitas
- Isla de Gallo
- Juan Cobo
- Noanamito
- Playa Grande
- San Antonio de Chuare
- San Antonio de Gurumendy
- Santa Cruz de Siguí
- Taparal
- Zaragoza

### Veredas
El municipios tiene constituido las siguientes veredas: 
- Veredas de la cuenca rio Micay: Bocagrande, Brazo Siguí, Calle Larga Micay, El Coco, Guayabal, Higüero, El Trapiche, Joli, La Capilla, San Isidro y Santa Ana.
- Veredas de la cuenca río Naya: Calle Larga Naya, Dosquebradas, El Cacao, El Trueno, Golondro, La Concepción, Las Cruces, Las Pavas, Sagrada Familia, San Bartolo, San Bernardo, San Francisco Adentro y San Pedro de Naya.

## Economía
Las principales actividades económicas de esta comuna son la agricultura, ganadería, pesca, minería artesanal, tala y comercio. En el sector agrícola destacan los cultivos de coco, caña de azúcar, chontaduro, borojó, papachina y plátano, con cierto potencial comercial. Asimismo, produce maíz y plátano para consumo local, con bajos excedentes de ganancias. Se practica la tala, particularmente de manglares, pero sin control ni sostenibilidad del recurso leñoso. La ganadería también se practica de manera emergente y sin poder cubrir el mercado local.
La pesca es una actividad muy importante, practicada de manera artesanal, tanto para el autoabastecimiento como para la comercialización con Buenaventura, con bajos niveles de rentabilidad por costos de intermediación y transporte. En la región es importante la pesca de camarón de río y piangua; Sin embargo, la pesca de mariscos ha disminuido debido al impacto ambiental de la minería aurífera no artesanal, expansiva y descontrolada en las riberas del río Micay y sus afluentes, así como a la recolección ilegal mediante métodos muy contaminantes como el uso de petróleo para pescar en los manglares.
Algunos estudios indican que eventualmente podrían descubrirse yacimientos de petróleo en esta zona, pero no se han logrado avances en los procesos de exploración. En el mismo sentido se hace referencia a la posible existencia de depósitos de mármol y cal. La minería artesanal constituye una actividad económica histórica en la región, particularmente en los ríos Chuare, Siguí y Micay y algunos de sus afluentes. Sin embargo, debido a la proliferación de empresas mineras equipadas con retroexcavadoras, esta actividad ha quedado relegada.

### Clima
Es considerado el municipio más lluvioso de Colombia, al encontrarse en el Chocó biogeográfico, donde las precipitaciones suelen ser las más elevadas del mundo.
| Parámetros climáticos promedio de Lopez de Micay, Cauca, Colombia.                       | Parámetros climáticos promedio de Lopez de Micay, Cauca, Colombia. | Parámetros climáticos promedio de Lopez de Micay, Cauca, Colombia. | Parámetros climáticos promedio de Lopez de Micay, Cauca, Colombia. | Parámetros climáticos promedio de Lopez de Micay, Cauca, Colombia. | Parámetros climáticos promedio de Lopez de Micay, Cauca, Colombia. | Parámetros climáticos promedio de Lopez de Micay, Cauca, Colombia. | Parámetros climáticos promedio de Lopez de Micay, Cauca, Colombia. | Parámetros climáticos promedio de Lopez de Micay, Cauca, Colombia. | Parámetros climáticos promedio de Lopez de Micay, Cauca, Colombia. | Parámetros climáticos promedio de Lopez de Micay, Cauca, Colombia. | Parámetros climáticos promedio de Lopez de Micay, Cauca, Colombia. | Parámetros climáticos promedio de Lopez de Micay, Cauca, Colombia. | Parámetros climáticos promedio de Lopez de Micay, Cauca, Colombia. |
| Mes                                                                                      | Ene.                                                               | Feb.                                                               | Mar.                                                               | Abr.                                                               | May.                                                               | Jun.                                                               | Jul.                                                               | Ago.                                                               | Sep.                                                               | Oct.                                                               | Nov.                                                               | Dic.                                                               | Anual                                                              |
| ---------------------------------------------------------------------------------------- | ------------------------------------------------------------------ | ------------------------------------------------------------------ | ------------------------------------------------------------------ | ------------------------------------------------------------------ | ------------------------------------------------------------------ | ------------------------------------------------------------------ | ------------------------------------------------------------------ | ------------------------------------------------------------------ | ------------------------------------------------------------------ | ------------------------------------------------------------------ | ------------------------------------------------------------------ | ------------------------------------------------------------------ | ------------------------------------------------------------------ |
| Lluvias (mm)                                                                             | 944.3                                                              | 804.4                                                              | 812.9                                                              | 1399.0                                                             | 1556.1                                                             | 1301.6                                                             | 997.9                                                              | 935.5                                                              | 1931.0                                                             | 1641.9                                                             | 1660.2                                                             | 2011.3                                                             | 15996.1                                                            |
| Fuente: Instituto de Hidrología Meteorología y Estudios Ambientales 23 de agosto de 2016 |                                                                    |                                                                    |                                                                    |                                                                    |                                                                    |                                                                    |                                                                    |                                                                    |                                                                    |                                                                    |                                                                    |                                                                    |                                                                    |

## Estructura organizacional municipal
| López de Micay | López de Micay | López de Micay             |
| Departamento   | Código DANE    | Categoría municipal (2023) |
| -------------- | -------------- | -------------------------- |
| Cauca          | 19318          | Sexta                      |

- Personería: Es un centro del Ministerio Público de Colombia que ejerce, vigila y hace control sobre la gestión de las alcaldías y entes descentralizados; velan por la promoción y protección de los derechos humanos; vigilan el debido proceso, la conservación del medio ambiente, el patrimonio público y la prestación eficiente de los servicios públicos, garantizando a la ciudadanía la defensa de sus derechos e intereses.

- Concejo Municipal: Es la suprema autoridad política del municipio. En materia administrativa sus atribuciones son de carácter normativo. También le corresponde vigilar y hacer control político a la administración municipal. Se regulan por los reglamentos internos de la corporación en el marco de la Constitución Política Colombiana (artículo 313) y las leyes, en especial la Ley 136 de 1994 y la Ley 1551 de 2012.

Constituido por 11 concejales por un periodo de 4 años.
- Alcaldía Municipal: En esta se encuentra la administración municipal y las entidades descentralizadas del municipio.

El Alcalde se pronuncia mediante decretos y se desempeña como representante legal, judicial y extrajudicial del municipio. El actual Alcalde municipal es John García Riasco (2024-2027), elegido por voto popular.
- JAL.